# 捲葉牛毛蘚
捲葉牛毛蘚（学名：Ditrichum difficile）为牛毛蘚科牛毛蘚下的一个种。